# جزیره ژانبای
جزیره ژانبای (قزاقی: Жанбай аралы)، جزیره‌ای است کم‌ ارتفاع و مسطح در دریای خزر. این جزیره در شرق ریزشگاه‌های رود ولگا به دریا واقع شده‌است.
جزیره ژانبای از توسط یک کانال ۱٫۲ کیلومتری از ساحل قزاقستان جدا شده‌است. درازای جزیره ۲۱٫۵ کیلومتر و بیشینه پهنای آن ۷ کیلومتر است. ژانبای در تقسیمات کشوری جزئی از استان آتیراو قزاقستان به‌شمار می‌آید.